# Heliophanus ussuricus
Heliophanus ussuricus este o specie de păianjeni din genul Heliophanus, familia Salticidae, descrisă de Kulczynski, 1895. Conform Catalogue of Life specia Heliophanus ussuricus nu are subspecii cunoscute.